# Paprikáš (pokrm)

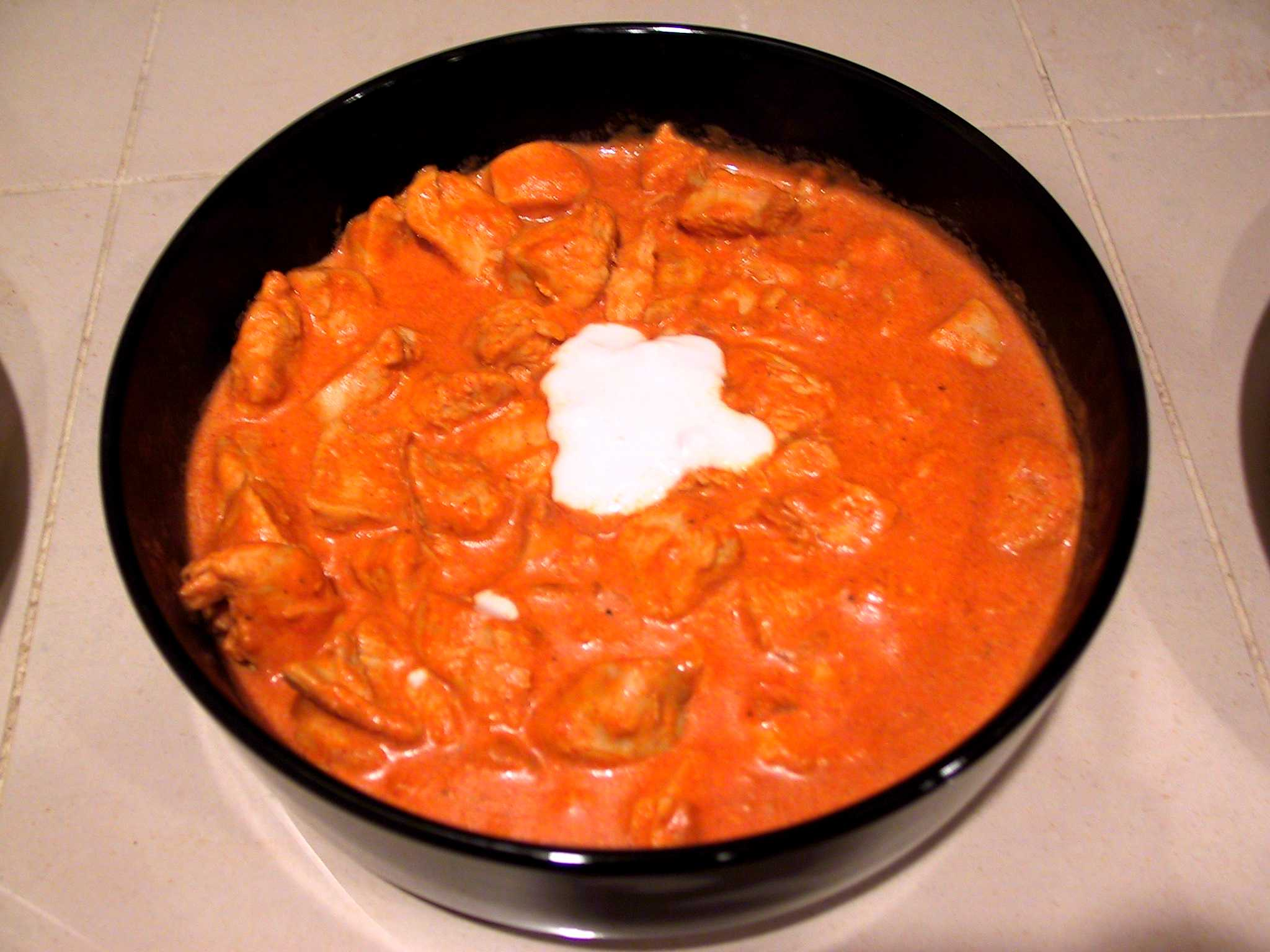
Paprikáš

Paprikáš (maďarsky paprikás) je pokrm z masa, který pochází z Maďarska. Toto jídlo je podobné perkeltu, a stejně jako on obsahuje méně vody než guláš. Může být připraven jak z hovězího, telecího, jehněčího nebo vepřového masa, tak třeba z králíka, z kuřete či ryby, případně z jejich směsi. 

## Příprava
Maso nakrájíme na stejně velké kostky. Osmažíme nakrájenou cibuli dozlatova, pak zasypeme paprikou (dle chuti buď jemnou, nebo pálivou). Přidáme trochu vody. Až se voda trochu vyvaří, přidáme maso, kmín a utřený česnek. Několik minut povaříme a přidáme oloupaná rajčata. Poté asi 30–40 minut dusíme pod pokličkou, než maso změkne. Před koncem vaření přidáme hustou smetanu.